# Madonna col Bambino (Filippo Lippi Parma)
La Madonna col Bambino è opera di Filippo Lippi, tempera su tavola (80x52,5 cm), databile tra il 1450 e il 1455 circa e conservata nella Fondazione Magnani-Rocca di Parma.

## Storia
L'opera, nata probabilmente per la devozione privata domestica, non è citata dalle fonti antiche e la sua provenienza è ignota. Il Toesca la pubblicò nel 1932, come presente da tempo imprecisato presso la contessa Foglietti nel Castello di Montauto vicino a Firenze.
In base a dettagli stilistici viene oggi datata nella prima metà degli anni cinquanta del XV secolo.

## Descrizione e stile
La Madonna col bambino è impostata frontalmente e a mezzo busto, con il bimbo in braccio che sporge oltre un parapetto in finto marmo, alla fiamminga. Anche lo sfondo scuro, in questo caso coperto da un drappo, rimanda alla tradizione nordica. Il dipinto mostra anche affinità con alcune delle scarse opere riferite al Maestro della Natività di Castello, ritenuto un aiutante di bottega del Lippi.